# Bactrocera cognata
Bactrocera cognata
 es una especie de díptero que Hardy y Adachi describieron por primera vez en 1954. Bactrocera cognata pertenece al género Bactrocera de la familia Tephritidae. 